# Chiesa di San Domenico (Legnano)
La  chiesa di San Domenico  è un luogo di culto cattolico di Legnano.

## Storia

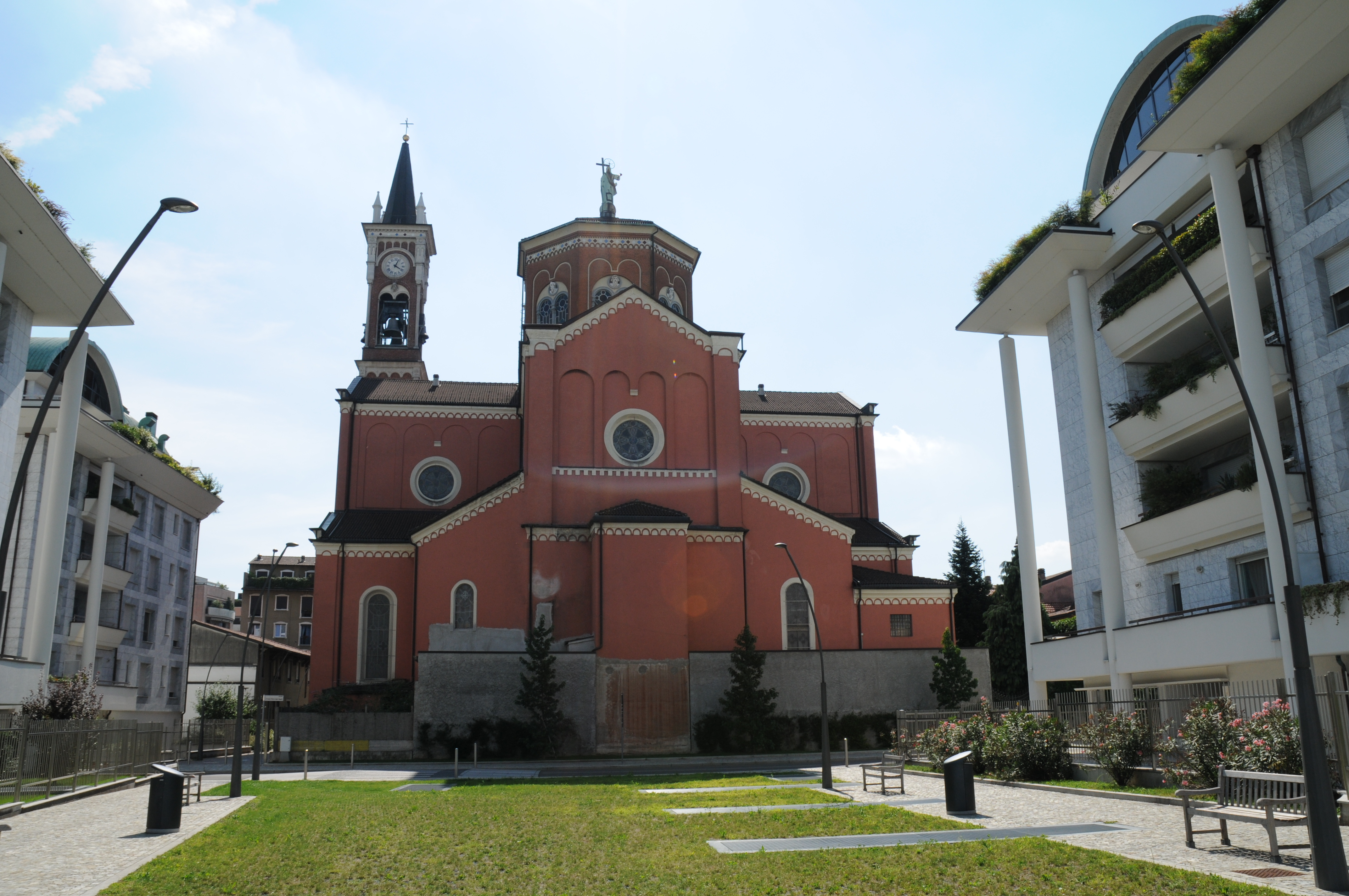
Vista posteriore della chiesa di San Domenico

La chiesa di San Domenico nel 1925, prima della realizzazione della facciata

In origine il rione di San Domenico era conosciuto come "contrada delle frasche" per il verde lussureggiante delle zone agricole, mentre fino al XX secolo il quartiere era noto come "contrada del Mugiato". Questo nome deriva da un frazionamento di fondi agricoli che avvenne nel 1257: dai fondi "mozzati" derivò il termine dialettale legnanese mucià, cioè "Mugiato".
I fedeli, prima che alla chiesa di San Domenico, facevano riferimento ad una cappellina chiamata Oratorio del Salvatore, che venne innalzata nel 1757 dai fratelli Pietro e Giacomo Oldrini per un voto religioso.
L'Oratorio di San Salvatore diventò chiesa nel 1863 per necessità di culto degli abitanti, quando fu ampliata e ristrutturata. Nell'edificio, conosciuto da quel momento in poi come Oratorio di San Domenico, si celebrarono funzioni religiose fino al 1895. In tale anno don Emanuele Cattaneo capì che la costante espansione del quartiere richiedeva la costruzione una vera e propria chiesa al posto della piccola cappella. Don Cattaneo accelerò la fase progettuale della nuova chiesa dato che alcuni proposero di demolire l'Oratorio di San Domenico costruendo al suo posto una conceria. 
Cominciò così una raccolta di denaro tra i fedeli, e così il 16 aprile 1900, per anticipare i tempi e quindi quasi inaspettatamente, ci fu la posa della prima pietra della chiesa. Nel novembre 1904 i lavori di edificazione terminarono con la costruzione della cupola ottagonale, che era caratterizzata da grandi finestre bifore. Sulla cuspide venne collocata una statua del Redentore in rame dorato. I fondi per la costruzione furono elargiti dal prevosto di Legnano, monsignor Domenico Gianni, ed a alcuni filantropi legnanesi, tra cui i Melzi d'Eril, Antonio Bernocchi, i fratelli Banfi, i Cantoni e la famiglia Tosi. 

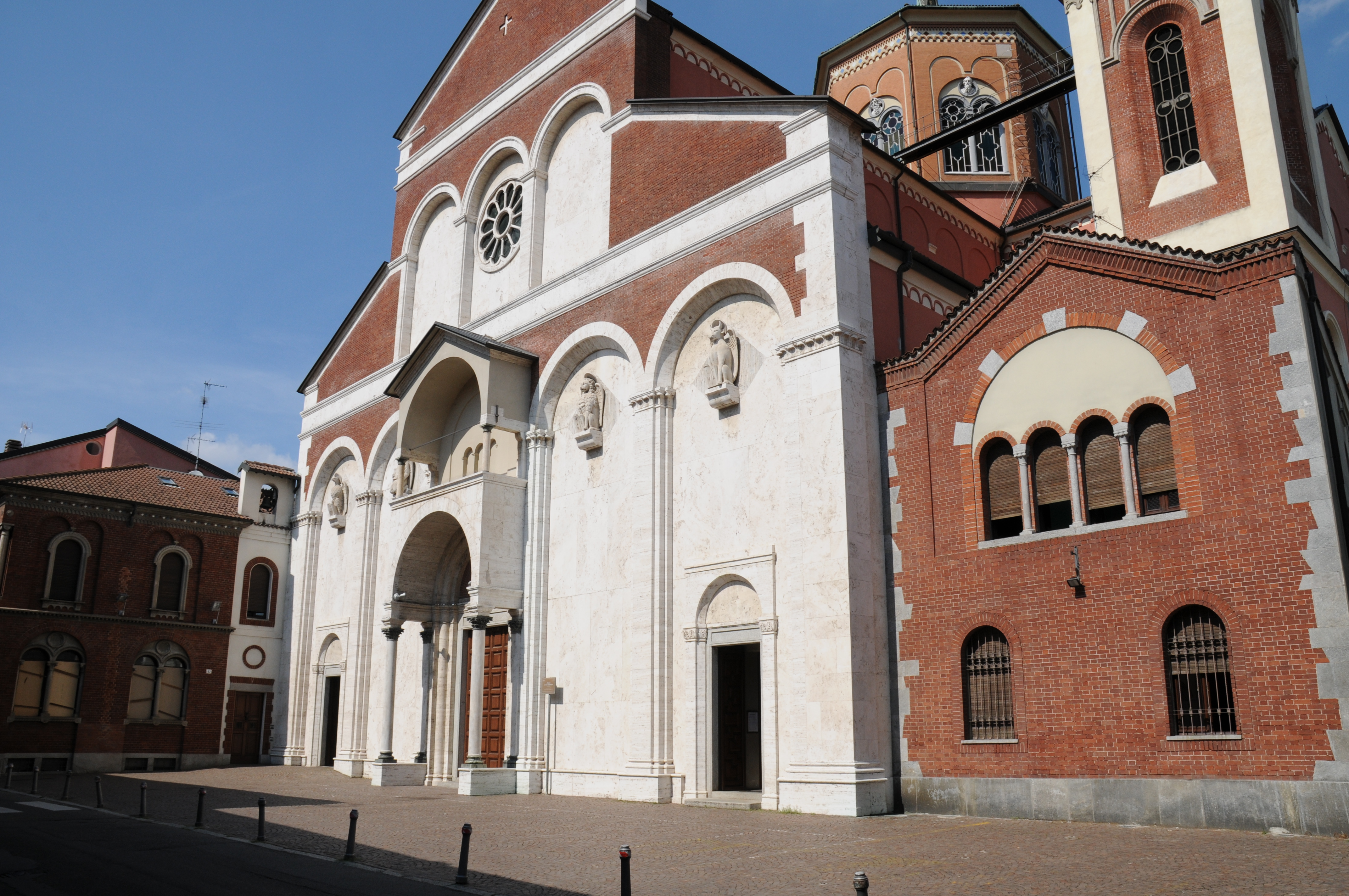
Particolare della facciata

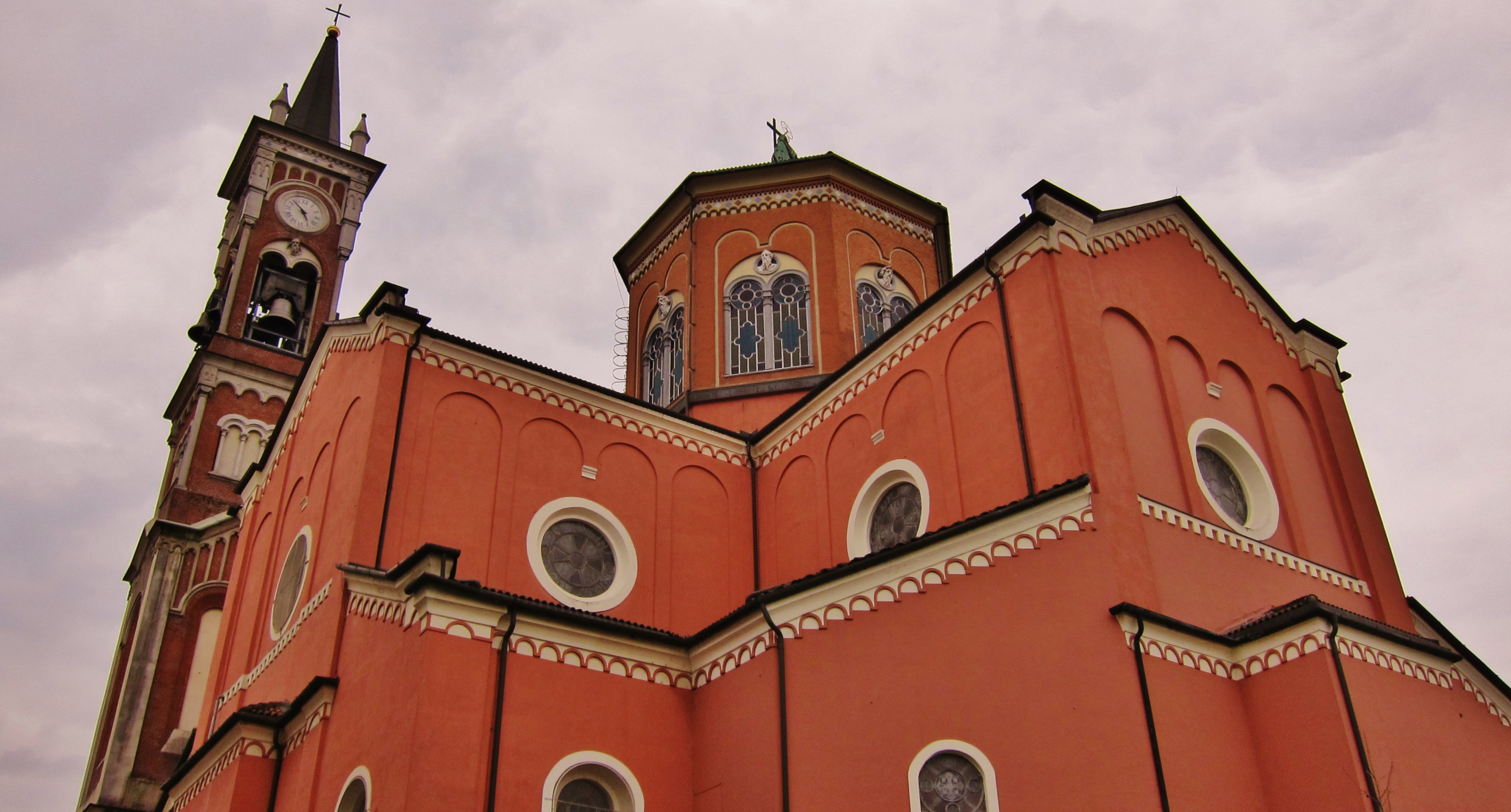
Retro della chiesa con il campanile

La parrocchia di San Domenico fu istituita il 3 gennaio 1907 dal cardinal Andrea Ferrari, arcivescovo di Milano, mentre la chiesa venne consacrata dallo stesso il 30 marzo 1908.

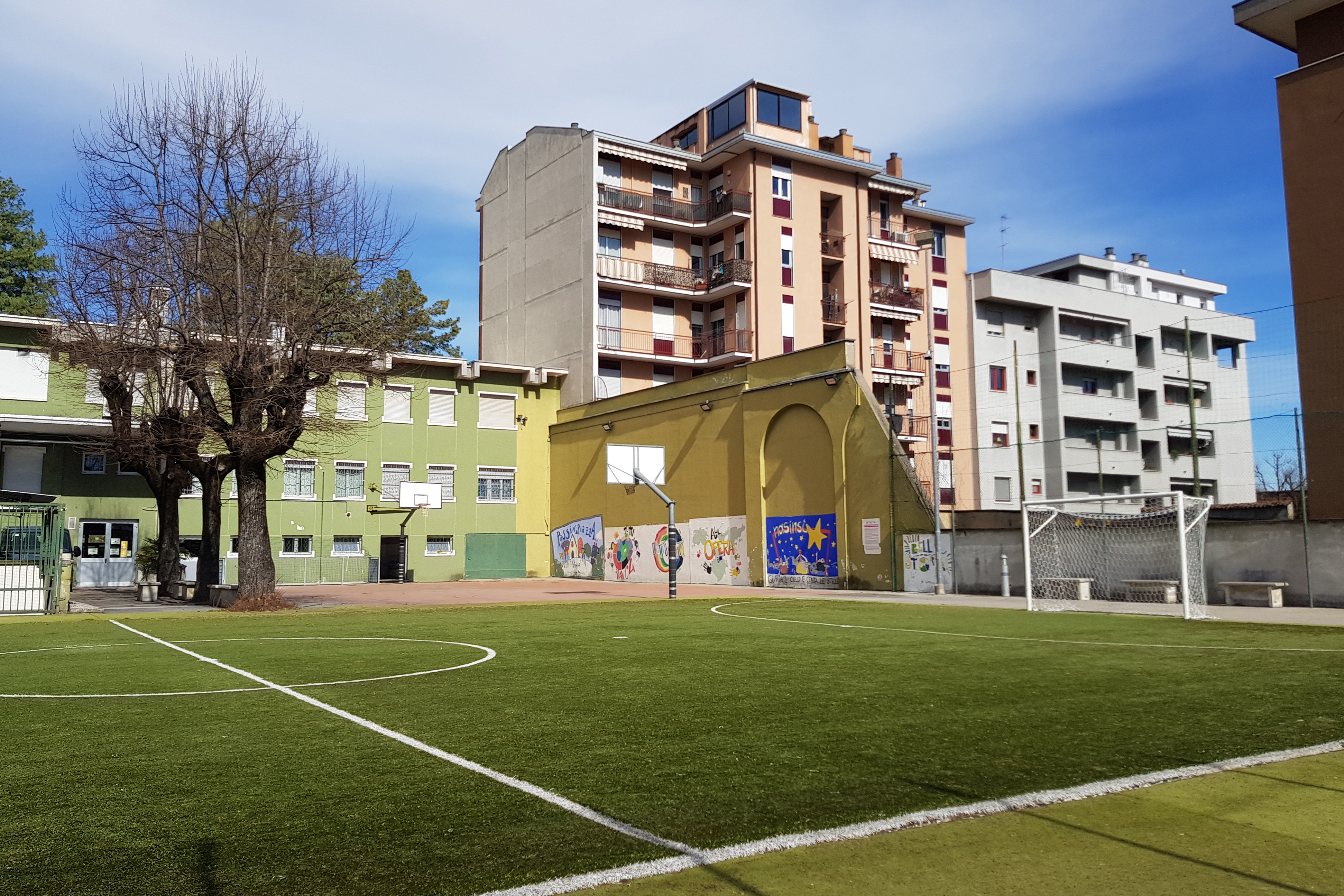
L'oratorio si San Domenico, che ora si trova in Via Mazzini a mezzo chilometro dalla chiesa.

## La chiesa e le opere artistiche
È dedicata a San Domenico di Guzmán. La pianta della chiesa è a croce latina con tre navate e transetto. Il presbiterio è stato progettato dai fratelli Mosè ed Elia Turri, che hanno ornato anche gli interni. La chiesa fu ristrutturata negli anni settanta.
Nel 1925, fu rifatta la facciata in stile romanico, grazie al contributo di Antonio Bernocchi, con la posa di grandi statue raffiguranti i simboli collegati ai quattro evangelisti, vale a dire il leone (San Marco), l'angelo (San Matteo), il bue (San Luca) e l'aquila (San Giovanni). L'anno precedente fu costruito il campanile, in stile rinascimentale, che è alto 40 metri.
La facciata della chiesa di S. Domenico progettata da Pier Giulio Magistretti, fu eseguita nel 1930.
Il Crocifisso trasferito dalla chiesa del vicino convento dei frati di Sant'Angelo, ora non più esistenti, è collocato sull'altare maggiore. Sono di pregevole fattura due pulpiti sostenuti da cariatidi. La chiesa è poi arricchita da candelabri in bronzo, da lampade in stile bizantine e da un parapetto in marmo e bronzo.

## Le campane di San Domenico
Sul campanile della chiesa sono installate 7 campane a sistema ambrosiano un tempo, adesso dotate di ceppi motorizzati. È un concerto di 6 campane in La grave (La2,Si2,Do#3,Re3, Mi3, Fa#3) ed il Re# (semitono) che permette di suonare con 5 campane in Si maggiore e Si minore.
Furono realizzate dalla fonderia fratelli Ottolina di Seregno, per un costo totale di circa 131 lire, e collaudate il 22 settembre 1924. La campana maggiore misura 168 cm di diametro e pesa 9.580 chili.